# Henri Cordebard
Henri Cordebard, né le 10 novembre 1891 à Gondrecourt-le-Château et décédé le 12 septembre 1977 à Nancy, est l'inventeur de la méthode nitrochromique de dosage de l'alcool dans le sang.
Il a été professeur à la Faculté de Pharmacie à Nancy,.